# Voulaniya
Voulaniya este o comună din departamentul Kobenni, Regiunea Hodh El Gharbi, Mauritania, cu o populație de 9.460 locuitori.